# Вадень (село)
Вадень (рум. Vădeni) — село в Молдові у Сороцькому районі. Адміністративний центр однойменної комуни, до складу якої також входить село Думбравень. 